# 瀬戸山功
瀬戸山 功（せとやま いさお、1948年6月27日 - ）は、日本の元俳優。本名同じ。
鹿児島県出身。國學院大學卒業。東宝芸能、星野事務所に所属していた。

## 人物
1970年代から1980年代にかけて映画、テレビドラマ、舞台に脇役として出演。1973年の円谷プロ制作の特撮ドラマ『ジャンボーグA』（毎日放送）では、PAT隊員・大羽健次役でレギュラー出演した。
特技は、殺陣、乗馬。

## 出演

### テレビドラマ
- さすらいの狼 第12話「竜を愛した炎の女」（1972年、NET）
- ジャンボーグA 第14話「恐怖! 夜空に舞う地獄花」 - 第42話「呪い針! ババラスの逆襲」（1973年、MBS） - 大羽健次
- 仮面ライダーシリーズ （1974年、MBS）
  - 仮面ライダーX 第20話「お化け!? 謎の蛇人間あらわる!!」 - タカシの兄
  - 仮面ライダーアマゾン 第7話「とける! とける! 恐怖のヘビ獣人!?」 - 井崎助手
- 夜明けの刑事 第19話「宝くじブーム殺人事件」（1975年、TBS）
- 伝七捕物帳 第71話「むすめ捕物花ざかり」（1975年、NTV） - 宇之
- 新宿警察 第15話「脅迫電話」（1975年、CX）
- はぐれ刑事 第12話「傷痕」（1975年、NTV）
- つくしんぼ（1977年 - 1978年、THK）
- ライオン奥様劇場 / 徳川の女たち 第三部 大奥物語（1980年、CX）
- 火曜サスペンス劇場（NTV）
  - 空白迷路（1982年）
  - 悪魔の手毬唄殺人事件（1987年）
- 鬼平犯科帳 第3シリーズ 第4話「雨乞い庄右衛門」（1982年、ANB）
- ザ・サスペンス / 鳥取砂丘殺人事件（1984年、TBS）
- 女ざかり（1984年、NTV）
- 土曜ワイド劇場（ANB）
  - 探偵・神津恭介の殺人推理4 初夜に消えた花嫁（1986年）
  - 探偵・神津恭介の殺人推理! 5 血ぬられた薔薇（1986年）
  - 探偵・神津恭介の殺人推理6 ビデオに写った妖しい女（1987年）
- 藤子不二雄の夢カメラ 第3話「もしもカメラ」、第4話「恐怖カメラ」（1988年、CX）

### 映画
- 再会（1975年、松竹）
- 惑星大戦争（1977年、東宝） - レーダー係
- 小説吉田学校（1983年、東宝）- 安倍晋太郎

### 舞台
- ロミオとジュリエット
- 人生劇場
- 京まんだら
- トレヴァー